# Malouetia isthmica
Malouetia isthmica là một loài thực vật có hoa trong họ La bố ma. Loài này được Markgr. ex A.H.Gentry mô tả khoa học đầu tiên năm 1974.